# 2025년 FIFA 클럽 월드컵
2025년 FIFA 클럽 월드컵(영어: 2025 FIFA Club World Cup)은 FIFA 클럽 월드컵 25로도 불리며, FIFA가 주관하는 국제 축구 클럽 대회인 FIFA 클럽 월드컵의 새로운 형식의 첫 대회가 되었다. 2025년 6월 14일부터 7월 13일까지 미국에서 치러졌다. 이번 대회는 이전 네 번의 대륙 선수권 대회 우승팀을 포함해 총 32개 팀이 참가하는 형식으로 개최되었다.
새로운 대회 방식은 2019년 3월에 발표되었으며, 원래 2021년 중국에서 개최될 예정이었으나 코로나19 범유행으로 인해 연기되었다. FIFA는 2023년 2월에 대륙 연맹 간 참가 팀 슬롯 할당을 승인했고, 4개월 후 미국을 개최국으로 발표했다. 기존에 이어오던 클럽 월드컵의 방식은 2024년 FIFA 인터컨티넨털컵으로 이름이 변경되어 그 정체성과 대회의 상징을 이어가고 있다.
이 새로운 대회는 경기 일정 혼잡과 선수 복지에 영향을 미칠 것으로 예상되어 FIFPRO와 세계 프로축구 리그들의 단체인 월드 리그 포럼(en:World Leagues Forum)으로부터 비판을 받았다.

## 배경 및 대회 방식
2005년, 다시 돌아온 FIFA 클럽 월드컵은 매년 12월에 개최되었으며, 대륙 클럽 대항전 우승팀만 참가할 수 있었다. 2016년 말 FIFA 회장 잔니 인판티노는 클럽 월드컵 참가 팀을 2019년부터 32개 팀으로 확대하고 방송사와 스폰서에게 더 매력적이고 균형 잡힌 일정을 제공하기 위해 6월 / 7월로 일정을 변경할 것을 제안했다. 2017년 말, FIFA는 기존 FIFA 컨페더레이션스컵을 대체하여 2021년부터 4년마다 대회를 개최하고 참가 팀을 24개로 확대하는 방안을 논의했다. 2021년 6월~7월에 열리는 클럽 월드컵의 새로운 형식과 대회 세부 일정은 2019년 3월 마이애미에서 열린 FIFA 평의회에서 확정되었다. 중국은 2019년 10월에 개최국으로 선정되었으나, 코로나19 범유행으로 인해 2021년 대회는 취소되었다.
2023년 6월 23일, FIFA는 미국이 2026년 FIFA 월드컵의 준비 무대로 2025년 대회를 개최할 것이라고 발표했다. 이 대회에 진출한 32개의 팀은 4개 팀으로 구성된 8개 조로 나뉘며, 각 조의 상위 2팀이 결선 토너먼트에 진출한다. 대회 형식은 1998년부터 2022년까지 FIFA 월드컵에서 사용된 형식과 동일하나, 예외적으로 3위 결정전은 제외되었다.
2024년 1월, 이 대회는 주로 미국 동부 해안에서 개최되어 유럽 방송사와 시청자에게 더 가까워지고, 동시에 2025년 CONCACAF 골드컵과의 혼잡을 피할 수 있을 것이라고 보도되었다. 2025년 골드컵은 비슷한 시기에 일부 경기가 미국에서 개최되지만, 주로 미국 서부 지역에서 열렸다.

## 참가 팀 슬롯 할당
2023년 2월 14일, FIFA 평의회는 "객관적인 지표와 기준"을 바탕으로 2025년 대회의 참가 팀 슬롯 할당을 승인했다. UEFA는 12개로 가장 많은 출전권을 획득했고, CONMEBOL은 6개로 두 번째로 많은 출전권을 획득했다. AFC, CAF, 그리고 CONCACAF는 각각 4개의 출전권을, OFC와 개최국 협회는 각각 1개의 출전권을 부여받았다. 2023년 3월 14일, FIFA 평의회는 대회 출전의 주요 원칙을 승인했다. 2021년부터 2024년까지 4년 동안 열린 클럽 대회들을 고려하여 다음과 같은 원칙을 적용한다:
- CONMEBOL과 UEFA (4개 이상의 슬롯이 할당된 대륙): 2021년부터 2024년까지 연맹의 최고 클럽 대회 우승팀에게 출전권이 주어지며, 4년 동안의 클럽 계수 순위에 따라 추가 팀이 결정된다.[20]
- AFC, CAF, CONCACAF (4개 슬롯): 2021년부터 2024년까지 해당 연맹의 최고 클럽 대회 우승팀에게 출전권 부여.[20][note 1]
- OFC (1개 슬롯): 2021년부터 2024년까지 연맹 최고 클럽 대회에서 우승한 구단 중 가장 높은 순위의 구단에게 출전권 부여.[20][note 2]
- 개최국 (1개 슬롯): 추후 결정

한 클럽이 소속 연맹의 최고 클럽 대회에서 2시즌 이상 우승할 경우, 4년 동안의 클럽 순위에 따라 추가 팀이 결정된다. 또한 같은 협회에서 두 개 이상의 클럽이 연맹 최고 클럽 대회에서 우승할 경우, 그 대회의 우승팀을 제외하고 한 협회 당 두 개의 클럽으로 출전권이 제한된다. 각 대륙별 4년 동안의 클럽 순위를 계산하는 방법은 2021년부터 2024년까지 완료된 시즌 동안 각 대륙 대회에서 팀이 거둔 성적을 기준으로 한다.
UEFA 이외의 연맹의 경우, 다음과 같은 방법을 따른다:
- 승리 시 3점
- 무승부 시 1점
- 대회의 각 새로운 단계(16강, 8강 등)로 진출할 시 3점

UEFA의 경우, 잘 확립된 UEFA 계수 시스템이 존재하기 때문에 UEFA가 클럽 계수를 계산하는 데 사용된 방법이 유럽 팀의 순위를 매기는 방법으로 "예외적으로 적용"되었다.

## 참가 팀
다음은 대회 본선에 진출한 32개의 팀이다.
| 연맹                | 클럽                   | 진출 자격                                                   | 진출 확정일      | 진출 기록                                                                          |
| ------------------- | ---------------------- | ----------------------------------------------------------- | ---------------- | ---------------------------------------------------------------------------------- |
| AFC (4개 슬롯)      | 알힐랄                 | 2021년 AFC 챔피언스리그 우승팀                              | 2023년 3월 14일  | 4회 (이전 참가: 2019, 2019, 2022)                                                  |
| AFC (4개 슬롯)      | 우라와 레드 다이아몬즈 | 2022년 AFC 챔피언스리그 우승팀                              | 2023년 5월 6일   | 4회 (이전 참가: 2007, 2017, 2023)                                                  |
| AFC (4개 슬롯)      | 알아인                 | 2023-24년 AFC 챔피언스리그 우승팀                           | 2024년 5월 25일  | 2회 (이전 참가: 2018)                                                              |
| AFC (4개 슬롯)      | 울산 HD                | AFC 4년 순위에서 가장 높은 순위의 팀                        | 2024년 4월 17일  | 3회 (이전 참가: 2012, 2020)                                                        |
| CAF (4개 슬롯)      | 알아흘리               | 2020-21년 CAF 챔피언스리그 우승팀                           | 2023년 3월 14일  | 10회 (이전 참가: 2005, 2006, 2008, 2012, 2013, 2020, 2021, 2022, 2023)             |
| CAF (4개 슬롯)      | 위다드 AC              | 2021-22년 CAF 챔피언스리그 우승팀                           | 2023년 3월 14일  | 3회 (이전 참가: 2017, 2022)                                                        |
| CAF (4개 슬롯)      | 에스페랑스 드 튀니스   | CAF 4년 순위에서 가장 높은 순위의 팀                        | 2024년 4월 26일  | 4회 (이전 참가: 2011, 2018, 2019)                                                  |
| CAF (4개 슬롯)      | 마멜로디 선다운스      | CAF 4년 순위에서 두 번째로 높은 순위의 팀                   | 2024년 4월 26일  | 2회 (이전 참가: 2016)                                                              |
| CONCACAF (4개 슬롯) | 몬테레이               | 2021년 CONCACAF 챔피언스리그 우승팀                         | 2023년 3월 14일  | 6회 (이전 참가: 2011, 2012, 2013, 2019, 2021)                                      |
| CONCACAF (4개 슬롯) | 시애틀 사운더스 FC     | 2022년 CONCACAF 챔피언스리그 우승팀                         | 2023년 3월 14일  | 2회 (이전 참가: 2022)                                                              |
| CONCACAF (4개 슬롯) | 파추카                 | 2024년 CONCACAF 챔피언스컵 우승팀                           | 2024년 6월 1일   | 5회 (이전 참가: 2007, 2008, 2010, 2017)                                            |
| CONCACAF (4개 슬롯) | 로스앤젤레스 FC        | 클럽 월드컵 플레이오프전 승자                               | 2025년 5월 31일  | 첫 출전                                                                            |
| CONMEBOL (6개 슬롯) | 파우메이라스           | 2021년 코파 리베르타도레스 우승팀                           | 2023년 3월 14일  | 3회 (이전 출전: 2020, 2021)                                                        |
| CONMEBOL (6개 슬롯) | 플라멩구               | 2022년 코파 리베르타도레스 우승팀                           | 2023년 3월 14일  | 3회 (이전 출전: 2019, 2022)                                                        |
| CONMEBOL (6개 슬롯) | 플루미넨시             | 2023년 코파 리베르타도레스 우승팀                           | 2023년 11월 4일  | 2회 (이전 출전: 2023)                                                              |
| CONMEBOL (6개 슬롯) | 보타포구               | 2024년 코파 리베르타도레스 우승팀                           | 2024년 11월 30일 | 첫 출전                                                                            |
| CONMEBOL (6개 슬롯) | 리버 플레이트          | CONMEBOL 4년 순위에서 가장 높은 순위의 팀                   | 2024년 5월 14일  | 3회 (이전 진출: 2015, 2018)                                                        |
| CONMEBOL (6개 슬롯) | 보카 주니어스          | CONMEBOL 4년 순위에서 두 번째로 높은 순위의 팀              | 2024년 8월 22일  | 2회 (이전 진출: 2007)                                                              |
| OFC (1개 슬롯)      | 오클랜드 시티          | OFC 챔피언스리그 우승팀 중 4년 순위에서 가장 높은 순위의 팀 | 2023년 12월 17일 | 12회 (이전 진출: 2006, 2009, 2011, 2012, 2013, 2014, 2015, 2016, 2017, 2022, 2023) |
| UEFA (12개 슬롯)    | 첼시                   | 2020-21년 UEFA 챔피언스리그 우승팀                          | 2023년 3월 14일  | 3회 (이전 진출: 2012, 2021)                                                        |
| UEFA (12개 슬롯)    | 레알 마드리드          | 2021-22년 UEFA 챔피언스리그 우승팀                          | 2023년 3월 14일  | 7회 (이전 진출: 2000, 2014, 2016, 2017, 2018, 2022)                                |
| UEFA (12개 슬롯)    | 맨체스터 시티          | 2022-23년 UEFA 챔피언스리그 우승팀                          | 2023년 6월 10일  | 2회 (이전 진출: 2023)                                                              |
| UEFA (12개 슬롯)    | 바이에른 뮌헨          | UEFA 4년 순위에서 가장 높은 순위의 팀                       | 2023년 12월 17일 | 3회 (이전 진출: 2013, 2020)                                                        |
| UEFA (12개 슬롯)    | 파리 생제르맹          | UEFA 4년 순위에서 두 번째로 높은 순위의 팀                  | 2023년 12월 17일 | 첫 출전                                                                            |
| UEFA (12개 슬롯)    | 인테르나치오날레       | UEFA 4년 순위에서 네 번째로 높은 순위의 팀                  | 2023년 12월 17일 | 2회 (이전 진출: 2010)                                                              |
| UEFA (12개 슬롯)    | 포르투                 | UEFA 4년 순위에서 다섯 번째로 높은 순위의 팀                | 2023년 12월 17일 | 첫 출전                                                                            |
| UEFA (12개 슬롯)    | 벤피카                 | UEFA 4년 순위에서 일곱 번째로 높은 순위의 팀                | 2023년 12월 17일 | 첫 출전                                                                            |
| UEFA (12개 슬롯)    | 보루시아 도르트문트    | UEFA 4년 순위에서 세 번째로 높은 순위의 팀                  | 2024년 3월 6일   | 첫 출전                                                                            |
| UEFA (12개 슬롯)    | 유벤투스               | UEFA 4년 순위에서 여덟 번째로 높은 순위의 팀                | 2024년 3월 12일  | 첫 출전                                                                            |
| UEFA (12개 슬롯)    | 아틀레티코 마드리드    | UEFA 4년 순위에서 여섯 번째로 높은 순위의 팀                | 2024년 4월 16일  | 첫 출전                                                                            |
| UEFA (12개 슬롯)    | 레드불 잘츠부르크      | UEFA 4년 순위에서 아홉 번째로 높은 순위의 팀                | 2024년 4월 17일  | 첫 출전                                                                            |
| 개최국 (1개 슬롯)   | 인터 마이애미 CF       | 2024년 MLS 서포터즈 쉴드 우승팀                             | 2024년 10월 19일 | 첫 출전                                                                            |

## 조 추첨
조 추첨은 2024년 12월 5일 오후 1시 (EST), 플로리다주 마이애미 외곽에 있는 텔레비전 방송국 텔레문도 본사에서 진행되었다. 이 행사는 텔레문도 본사에서 알레산드로 델 피에로가 주재했으며, 도널드 트럼프 미국 대통령 당선인의 영상 메세지도 포함되었다. FIFA는 스포츠적, 지리적 요인을 최대한 고려하여 추첨 2일 전에 추첨 절차와 시드 포트를 발표했다.
FIFA는 다음과 같이 시드 포트를 배정했으며, 각 팀은 FIFA 클럽 순위 시스템에 따라 각 대륙별로 순위가 매겨졌다:
- 포트 1: UEFA와 CONMEBOL의 상위 4개 팀
- 포트 2: UEFA의 나머지 8개 팀
- 포트 3: AFC, CAF, CONCACAF의 각 상위 2개 팀과 CONMEBOL의 나머지 2개 팀
- 포트 4: AFC, CAF, CONCACAF, OFC 및 개최국의 나머지 팀

해당 조 추첨에서 UEFA 팀을 제외한 같은 연맹에 소속된 팀은 같은 조에 편성될 수 없고, UEFA 팀의 경우 한 조에 최대 두 팀까지 편성될 수 있다. 또한, 같은 국가 협회에 속한 UEFA 팀은 같은 조에 편성될 수 없다.
경쟁의 균형을 유지하기 위해 네 그룹으로 구성된 두 개의 별도 경로가 결선 토너먼트 단계에 맞춰 설정되었다. 경로는 다음과 같이 구성되었다:
- 경로 1: A, C, E, G조 우승팀과 B, D, F, H조 준우승 팀이 짝을 이루어 맞붙는다.
- 경로 2: B, D, F, H조 우승팀과 A, C, E, G조 준우승 팀이 짝을 이루어 맞붙는다.

이러한 경로를 감안할 때, UEFA와 CONMEBOL 팀은 조 추첨에서 다음과 같은 제약에 직면한다:
- UEFA 1–2위 팀과 CONMEBOL 1–2위 팀은 별도의 경로에 배정되어 조별 리그에서 승리할 경우 준결승전까지 만날 수 없게 된다.
- UEFA 3–4위 팀과 CONMEBOL 3–4위 팀은 별도의 경로에 배정되어 조별 리그에서 승리할 경우 준결승전까지 만날 수 없게 된다.
- UEFA 1–4위 팀은 조별 리그에서 승리하더라도 서로 준결승전까지 만날 수 없는 조로 편성된다.
- CONMEBOL 1–4위 팀은 조별 리그에서 승리하더라도 서로 준결승전까지 만날 수 없는 조로 편성된다.
- UEFA 5–8위 팀은 CONMEBOL 1–4위 팀과 함께 조에 편성된다.
- UEFA 9–12위 팀은 UEFA 1–4위 팀과 함께 조에 편성된다.

개최국 팀 자격 및 일정 상의 이유로 인터 마이애미 CF와 시애틀 사운더스 FC는 각각 A조와 B조 4위로 편성되었다. 따라서 A조와 B조에 편성된 팀들은 각자 자신의 추첨 포트에 맞는 위치에 배정되었다.
조 추첨은 포트 1에서 포트 4로 끝나며, 각 팀은 추첨 제약 조건에 따라 알파벳 순으로 가장 먼저 가능한 그룹에 배정되었다. C조부터 H조까지는 경기 일정을 위해 그룹 내 팀의 포지션이 추첨되었으며, 포트 1팀은 각 그룹의 포지션 1에 자동으로 배정되었다.
조 추첨 포트는 다음과 같다:
| 팀            | 연맹     | 점수 |
| ------------- | -------- | ---- |
| 맨체스터 시티 | UEFA     | 123  |
| 레알 마드리드 | UEFA     | 119  |
| 바이에른 뮌헨 | UEFA     | 108  |
| 파리 생제르맹 | UEFA     | 85   |
| 플라멩구      | CONMEBOL | 141  |
| 파우메이라스  | CONMEBOL | 140  |
| 리버 플레이트 | CONMEBOL | 103  |
| 플루미넨시    | CONMEBOL | 97   |

| 팀                  | 연맹 | 점수 |
| ------------------- | ---- | ---- |
| 첼시                | UEFA | 79   |
| 보루시아 도르트문트 | UEFA | 79   |
| 인테르나치오날레    | UEFA | 76   |
| 포르투              | UEFA | 68   |
| 아틀레티코 마드리드 | UEFA | 67   |
| 벤피카              | UEFA | 52   |
| 유벤투스            | UEFA | 47   |
| 레드불 잘츠부르크   | UEFA | 40   |

| 팀            | 연맹     | 점수 |
| ------------- | -------- | ---- |
| 알힐랄        | AFC      | 118  |
| 울산 HD       | AFC      | 81   |
| 알아흘리      | CAF      | 140  |
| 위다드 AC     | CAF      | 108  |
| 몬테레이      | CONCACAF | 52   |
| 레온          | CONCACAF | 47   |
| 보카 주니어스 | CONMEBOL | 71   |
| 보타포구      | CONMEBOL | 37   |

| 팀                     | 연맹     | 점수 |
| ---------------------- | -------- | ---- |
| 우라와 레드 다이아몬즈 | AFC      | 49   |
| 알아인                 | AFC      | 43   |
| 에스페랑스 드 튀니스   | CAF      | 100  |
| 마멜로디 선다운스      | CAF      | 98   |
| 파추카                 | CONCACAF | 34   |
| 시애틀 사운더스 FC     | CONCACAF | 28   |
| 오클랜드 시티          | OFC      | 66   |
| 인터 마이애미 CF       | 개최국   | —    |

### 조 편성
| 위치 | 팀               |
| ---- | ---------------- |
| A1   | 파우메이라스     |
| A2   | 포르투           |
| A3   | 알아흘리         |
| A4   | 인터 마이애미 CF |

| 위치 | 팀                  |
| ---- | ------------------- |
| B1   | 파리 생제르맹       |
| B2   | 아틀레티코 마드리드 |
| B3   | 보타포구            |
| B4   | 시애틀 사운더스 FC  |

| 위치 | 팀            |
| ---- | ------------- |
| C1   | 바이에른 뮌헨 |
| C2   | 오클랜드 시티 |
| C3   | 보카 주니어스 |
| C4   | 벤피카        |

| 위치 | 팀                   |
| ---- | -------------------- |
| D1   | 플라멩구             |
| D2   | 에스페랑스 드 튀니스 |
| D3   | 첼시                 |
| D4   | 로스앤젤레스 FC      |

| 위치 | 팀                     |
| ---- | ---------------------- |
| E1   | 리버 플레이트          |
| E2   | 우라와 레드 다이아몬즈 |
| E3   | 몬테레이               |
| E4   | 인테르나치오날레       |

| 위치 | 팀                  |
| ---- | ------------------- |
| F1   | 플루미넨시          |
| F2   | 보루시아 도르트문트 |
| F3   | 울산 HD             |
| F4   | 마멜로디 선다운스   |

| 위치 | 팀            |
| ---- | ------------- |
| G1   | 맨체스터 시티 |
| G2   | 위다드 AC     |
| G3   | 알아인        |
| G4   | 유벤투스      |

| 위치 | 팀                |
| ---- | ----------------- |
| H1   | 레알 마드리드     |
| H2   | 알힐랄            |
| H3   | 파추카            |
| H4   | 레드불 잘츠부르크 |